# Funastrum hirtellum
Funastrum hirtellum är en oleanderväxtart som först beskrevs av Samuel Frederick Gray, och fick sitt nu gällande namn av Rudolf Schlechter. Funastrum hirtellum ingår i släktet Funastrum och familjen oleanderväxter. Inga underarter finns listade i Catalogue of Life.